# Dona Strauss
Dona Anschel Papert Strauss (née en avril 1934) est une mathématicienne sud-africaine qui travaille dans le domaine de la topologie et de l'analyse fonctionnelle. Sa thèse de doctorat fut l'une des premières sources de la topologie sans points. Politiquement engagée à gauche, elle se fait licencier de l'un de ses postes de professeur à cause de ses positions contre la guerre du Vietnam et, plus tard, devient l'une des fondatrices du mouvement European Women in Mathematics.
Le mathématicien Neil Hindman (en), avec qui Strauss a écrit un livre sur la compactification de Stone-Čech des semi-groupes topologiques, a donné le conseil suivant à ses collègues : « Trouvez quelqu'un qui est plus intelligent que vous et demandez-lui d'écrire votre nom sur ses articles », en précisant que pour lui, cette personne avait été Dona Strauss.

## Formation et carrière
Strauss est originaire d'Afrique du Sud, issue d'une famille d'immigrants juifs d'Europe de l'Est. Son père était physicien à l'université du Cap. Elle grandit dans la province du Cap-Oriental et a obtient une maîtrise en mathématiques à l'université du Cap. Elle soutient son doctorat à l'université de Cambridge en 1958 avec une thèse intitulée Lattices of Functions, Measures, and Open Sets, dirigée par Frank Smithies (en).
Après son doctorat, elle est recrutée à l'université de Londres. Suivant le rêve de son mari de vivre dans une ferme dans le Vermont, elle part pour le Dartmouth College en 1966. En 1972, elle travaille à l'université de Hull et vers 2008, elle est devient professeur à l'université de Leeds,. Après sa retraite, elle y est nommée membre honoraire invitée par Leeds.

## Activisme
En Afrique du Sud, Strauss développe une forte antipathie envers la discrimination raciale, à la fois parce qu'elle était une juive au moment de l’Holocauste et à cause de ses propres observations de la société sud-africaine. À l'université du Cap, elle devient membre du Non-European Unity Movement (en). À la fin de ses études supérieures, elle quitte le pays pour protester contre l'apartheid ; ses parents ont également quitté l'Afrique du Sud après la retraite de son père pour s'installer en Israël. Dans les années 1950, elle publie régulièrement des travaux éditoriaux dans la Socialist Review et dans les années 1960, elle est active dans le mouvement Solidarity (UK).
Quand elle est professeur adjoint au Dartmouth College en 1969, Strauss participe à une manifestation étudiante contre la guerre qui conduit à l'occupation du Parkhurst Hall, le bâtiment de l'administration du college. En réponse, Dartmouth annonce que Strauss et un autre professeur ayant participé à la manifestation ne verront pas leurs contrats renouvelés, qu'ils seront suspendus du corps professoral et « privés de tous les droits et privilèges d'adhésion au corps professoral de Dartmouth ». C'est la première fois dans l'histoire du collège qu'une telle mesure est prise.
En 1986, Strauss est l'une des cinq fondatrices de European Women in Mathematics, avec Bodil Branner, Caroline Series, Gudrun Kalmbach et Marie-Françoise Roy.

## Livres
Strauss est la coautrice de :
- avec Neil Hindman (en), Algebra in the Stone-Čech compactification: Theory and applications, Walter de Gruyter & Co., coll. « De Gruyter Expositions in Mathematics » (no 27), 2012, 2e éd. (1re éd. 1998) (ISBN 9783110256239 et 9783110258356, DOI 10.1515/9783110258356)[15]
- avec H. Garth Dales et Anthony T.-M. Lau, Banach algebras on semigroups and on their compactifications, American Mathematical Society, coll. « Memoirs of the American Mathematical Society » (no 205), 2010 (ISBN 978-0-8218-4775-6)[16]
- H. Garth Dales, Frederick K. Dashiell Jr. et Anthony T.-M. Lau, Banach spaces of continuous functions as dual spaces, Springer, coll. « CMS Books in Mathematics », 2016 (ISBN 978-3-319-32347-3 et 978-3-319-32349-7, DOI 10.1007/978-3-319-32349-7)[17]

## Reconnaissance
En 2009, l'université de Cambridge organise une conférence intitulée « Algebra and Analysis around the Stone-Cech Compactification » en l'honneur du 75e anniversaire de Strauss.

## Vie privée
Strauss est la première de ses quatre épouses du mathématicien et informaticien américain Seymour Papert. Papert est également sud-africain, il soutient sa thèse avec le même directeur à Cambridge l'année qui suit celle de Strauss et tous deux publient plusieurs articles. Strauss rencontre son deuxième mari, Edmond Strauss, à l'université de Londres.
Elle est une excellente joueuse d'échecs amateur,. Par ailleurs, elle dirige la synagogue progressiste de Brighton et Hove (en) de 2014 à 2015.